# Cantone di Cusset
Il Cantone di Cusset è una divisione amministrativa dell'arrondissement di Vichy.
È stato costituito a seguito della riforma approvata con decreto del 27 febbraio 2014, che ha avuto attuazione dopo le elezioni dipartimentali del 2015.
A seguito della modifica, Cusset torna ad essere riunita in un unico cantone.

## Composizione
Comprende i 4 comuni di:
- Bost
- Creuzier-le-Neuf
- Creuzier-le-Vieux
- Cusset